# Língua dagani
Dagani (em dagani: dagbani) é uma língua gur falada por aproximadamente 800 000 pessoas em Gana. Os falantes nativos dessa língua são os povos dagombas, mas o dagani é bastante difundido como segunda língua no nordeste de Gana. O dagani possui três dialetos, correspondendo aos dois principais de Gana; o de Tamale (dagani ocidental), o de Iendi (iendi ou dagani oriental), e o nanuni, o dialeto falado pelo grupo nanumba. O dagani é membro do grupo oti-volta, pertencente às línguas gur, sendo mutuamente inteligível com a língua mossi falada em Burquina Fasso.

## Fonologia

### Vogais
O dagani possui onze vogais fonêmicas, seis curtas e cinco longas:
|       | Frontal | Central | Anterior |
| ----- | ------- | ------- | -------- |
| Alta  | i       | ɨ       | u        |
| Média | e       |         | o        |
| Baixa |         | a       |          |

|       | Frontal | Central | Anterior |
| ----- | ------- | ------- | -------- |
| Alta  | i:      |         | u:       |
| Média | e:      |         | o:       |
| Baixa |         | a:      |          |

### Consoantes
|             |             | Bilabial | Labiodental | Alveolar | Palatal | Velar | Labial-velar |
| ----------- | ----------- | -------- | ----------- | -------- | ------- | ----- | ------------ |
| Parada      | Muda        | p        |             | t        |         | k     | k͡p           |
| Parada      | Expressa    | b        |             | d        |         | ɡ     | ɡ͡b           |
| Nasal       | Nasal       | m        |             | n        | ɲ       | ŋ     | ŋ͡m           |
| Fricativa   | Muda        |          | f           | s        |         |       |              |
| Fricativa   | Expressa    |          | v           | z        |         |       |              |
| Lateral     | Lateral     |          |             | l        |         |       |              |
| Aproximante | Aproximante | ʋ        |             | j        |         |       |              |

### Tons
O dagani é uma língua tonal no qual o pitch é usado para distinguir palavras, tais como gballi [gbál:ɪ́] (Alta-Alta) 'grave' vs. gballi [gbál:ɪ̀] (Alta-Baixa) 'zana mat'. Seu sistema tonal é caracterizado por dois níveis tonais e parada baixa (um efeito decrescente entre sequencias do mesmo tom fonético).

## Escrita
O dagani é escrito com uma versão estendida do alfabeto latino, mas o índice de alfabetização é de apenas 2–3%. A ortografia usada atualmente representa todas as distinções alofônicas; o tom não é marcado.
| a | b | ch | d | dz | e | ɛ | f | g | gb | ɣ | h | i | j | k | kp | l | m | n | ny | ŋ | o | ɔ | p | r | s | sh | t | u | w | y | z | ʒ | ’ |

## Amostra de texto
Sal' la sala. Bɛhig' be sokam sanimi, din pa la amii. Suhizɔbo be sokam sani; ka nambɔxu beni. Suhubɔhibo mi bi lan kɔŋ yigunaadam kam sani. Dinzuxu dimbɔŋɔ zaa wuhiya ka dama di tu kamaata ka ti zaa yu tab' hali ni ti puuni.

## Gramática
O dagani é uma língua aglutinante, mas com fusão de alguns afixos. As sentenças do dagani são geralmente SVO.